# 雪謙寺
雪謙寺（藏語：ཞེ་ཆེན་བསྟན་གཉིས་དར་རྒྱས་གླིང，威利转写：zhe chen bstan gnyis dar rgyas gling），又稱協慶寺，藏傳佛教寺院，為寧瑪派六大祖寺之一，創立於1695年。位於藏区康區的四川省甘孜藏族自治州德格縣附近，臨近佐欽寺。頂果欽哲仁波切流亡至印度時，在尼泊爾又建了一間同名寺院。